# Los Laureles, Sinaloa
Los Laureles är en ort i Mexiko.   Den ligger i kommunen Badiraguato och delstaten Sinaloa, i den västra delen av landet, 1 100 km nordväst om huvudstaden Mexico City. Los Laureles ligger 1 436 meter över havet och antalet invånare är 127.
Terrängen runt Los Laureles är kuperad västerut, men österut är den bergig. Los Laureles ligger uppe på en höjd. Runt Los Laureles är det mycket glesbefolkat, med 6 invånare per kvadratkilometer. Närmaste större samhälle är San Javier de Abajo, 7,4 km väster om Los Laureles. I omgivningarna runt Los Laureles växer huvudsakligen savannskog.